# Jana Budíková
Jana Budíková (nascida a 12 de junho de 1946) é uma pintora e gravurista checa.
Budíková formou-se na Faculdade de Teatro da Academia de Artes Cénicas de Praga, onde estudou de 1965 a 1971, e integrou os grupos Umělecká beseda e Hollar ao longo da sua carreira. É parente do compositor Otakar Jeremiáš. Ela expôs o seu trabalho extensivamente em toda a República Checa.
Uma serigrafia de Budíková, Dedìkace, de 1995, é propriedade da Galeria Nacional de Arte.